# Campionati europei di ciclismo su strada 2019 - Gara in linea maschile Under-23
La gara in linea maschile Under-23 dei Campionati europei di ciclismo su strada 2019, venticinquesima edizione della prova, si disputò il 9 agosto 2019 su un circuito di 11,5 km da ripetere 12 volte, per un percorso totale di 138 km, con partenza ed arrivo ad Alkmaar, nei Paesi Bassi. La medaglia d'oro fu appannaggio dell'italiano Alberto Dainese, il quale completò il percorso con il tempo di 3h08'53", alla media di 43,84 km/h; l'argento andò al danese Niklas Larsen e il bronzo all'estone Rait Ärm.
Sul traguardo 52 ciclisti su 152 partenti, portarono a termine la competizione.

## Squadre e corridori partecipanti
| N.    | Cod. | Squadra       |
| ----- | ---- | ------------- |
| 1-6   | BEL  | Belgio        |
| 7-12  | SWI  | Svizzera      |
| 13-17 | SVN  | Slovenia      |
| 18-23 | DNK  | Danimarca     |
| 24-29 | NLD  | Paesi Bassi   |
| 30-35 | ITA  | Italia        |
| 36-41 | RUS  | Russia        |
| 42-47 | DEU  | Germania      |
| 48-53 | GBR  | Gran Bretagna |
| 54-59 | NOR  | Norvegia      |
| 60-61 | HUN  | Ungheria      |
| 62-67 | POL  | Polonia       |
| 68-73 | LUX  | Lussemburgo   |
| 74-77 | LTU  | Lituania      |
| 78-83 | ESP  | Spagna        |
| 84-87 | AUT  | Austria       |
| 88-93 | PRT  | Portogallo    |
| 94-97 | SWE  | Svezia        |

| N.      | Cod. | Squadra     |
| ------- | ---- | ----------- |
| 98-101  | SRB  | Serbia      |
| 102-107 | CZE  | Rep. Ceca   |
| 108-112 | SVK  | Slovacchia  |
| 114     | AZE  | Azerbaigian |
| 115-119 | UKR  | Ucraina     |
| 120-121 | FIN  | Finlandia   |
| 122-123 | ISR  | Israele     |
| 124-125 | CRO  | Croazia     |
| 126     | ALB  | Albania     |
| 127-131 | EST  | Estonia     |
| 132-137 | IRL  | Irlanda     |
| 138-140 | KOS  | Kosovo      |
| 141-142 | LAT  | Lettonia    |
| 143-148 | BLR  | Bielorussia |
| 149-150 | BGR  | Bulgaria    |
| 151     | ISL  | Islanda     |
| 152     | AUT  | Austria     |

## Ordine d'arrivo (Top 10)
| Pos. | Corridore             | Squadra     | Tempo    |
| ---- | --------------------- | ----------- | -------- |
| 1    | Alberto Dainese       | Italia      | 3h08'53" |
| 2    | Niklas Larsen         | Danimarca   | s.t.     |
| 3    | Rait Ärm              | Estonia     | s.t.     |
| 4    | Stanislaw Aniolkowski | Polonia     | s.t.     |
| 5    | Nils Eekhoff          | Paesi Bassi | s.t.     |
| 6    | Gerben Thijssen       | Belgio      | s.t.     |
| 7    | Stefan Bissegger      | Svizzera    | s.t.     |
| 8    | Robin Froidevaux      | Svizzera    | a 1"     |
| 9    | Michele Gazzoli       | Italia      | s.t.     |
| 10   | Matthew Walls         | G. Bretagna | s.t.     |